# Episodi di Profiler - Intuizioni mortali (terza stagione)
La terza stagione della serie televisiva Profiler - Intuizioni mortali, composta da 22 episodi, è stata trasmessa negli Stati Uniti dal 17 ottobre 1998 al 15 maggio 1999.
In Italia questa stagione è trasmessa in prima visione dal 7 settembre 2004 al 19 febbraio 2005 su Fox.
| nº | Titolo originale              | Titolo italiano                 | Prima TV USA     | Prima TV Italia   |
| -- | ----------------------------- | ------------------------------- | ---------------- | ----------------- |
| 1  | Coronation                    | Messaggi d'amore                | 17 ottobre 1998  | 7 settembre 2004  |
| 2  | Cravings                      | L'assassino della porta accanto | 24 ottobre 1998  | 14 settembre 2004 |
| 3  | Do the Right Thing            | Fa la cosa giusta               | 31 ottobre 1998  | 21 settembre 2004 |
| 4  | Double Vision                 | Doppia visione                  | 7 novembre 1998  | 28 settembre 2004 |
| 5  | The Sum of Her Parts          | Il cocco di mamma               | 14 novembre 1998 | 5 ottobre 2004    |
| 6  | The Monster Within            | Il mostro dentro di noi         | 21 novembre 1998 | 12 ottobre 2004   |
| 7  | Perfect Helen                 | Fantasie delittuose             | 5 dicembre 1998  | 19 ottobre 2004   |
| 8  | Home for the Homicide         | Omicidi a natale                | 12 dicembre 1998 | 26 ottobre 2004   |
| 9  | All in the Family             | Genitori perfetti               | 2 gennaio 1999   | 6 novembre 2004   |
| 10 | Ceremony of Innocence         | Scacco matto                    | 9 gennaio 1999   | 13 novembre 2004  |
| 11 | Where or When                 | L'assassino gentiluomo          | 16 gennaio 1999  | 20 novembre 2004  |
| 12 | Inheritance                   | Ereditarietà                    | 6 febbraio 1999  | 27 novembre 2004  |
| 13 | Heads, You Lose               | Messinscena di un delitto       | 13 febbraio 1999 | 4 dicembre 2004   |
| 14 | Otis, California              | Il discepolo di Lucas           | 20 febbraio 1999 | 11 dicembre 2004  |
| 15 | Spree of Love                 | Eccesso d'amore                 | 27 febbraio 1999 | 18 dicembre 2004  |
| 16 | Burnt Offerings               | La rinascita della fenice       | 20 marzo 1999    | 8 gennaio 2005    |
| 17 | Three Carat Crisis            | La rapina                       | 3 aprile 1999    | 15 gennaio 2005   |
| 18 | Seduction                     | Incubo a Palm Beach             | 10 aprile 1999   | 22 gennaio 2005   |
| 19 | Grand Master                  | Il campione di scacchi          | 8 maggio 1999    | 29 gennaio 2005   |
| 20 | What's Love Got to Do With It | Che c'entra l'amore con questo  | 5 giugno 1999    | 5 febbraio 2005   |
| 21 | Las Brisas (1)                | Il deserto di Las Brisas (1)    | 15 maggio 1999   | 12 febbraio 2005  |
| 22 | Las Brisas (2)                | Il deserto di Las Brisas (2)    | 15 maggio 1999   | 19 febbraio 2005  |